# インドソケイ

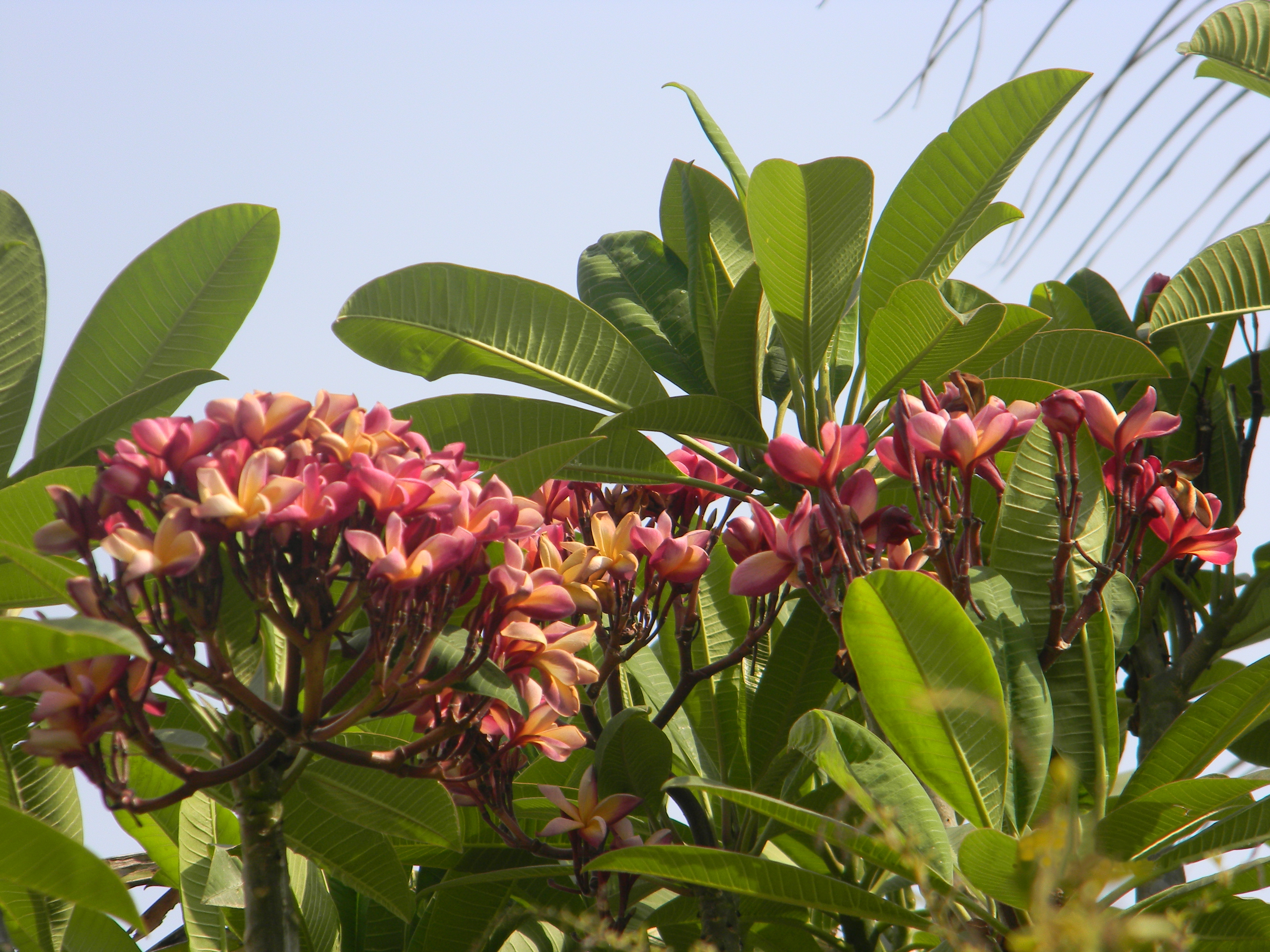
ピンクの品種。インド・プネーで撮影

インドソケイ（インド素馨、Plumeria rubra）はインドソケイ属に属する落葉樹である。属名からプルメリアとも呼ばれる。原産地は中米であるが、亜熱帯・熱帯で広く栽培されている。樹高・樹幅ともに7–8 m程度になり、夏から秋にかけて白い芳香のある花をつける。

## 分類
1753年、カール・フォン・リンネによりSpecies Plantarumの中で記載された。種小名は、ラテン語で"赤"を意味する"ruber"に由来する。acuminata ・acutifolia ・lutea という種小名も使われるが、現在では無効とされる。

## 名称
オーストラリアでは 'frangipani' と呼ばれるが、米国では属名の 'plumeria' が用いられる。'red frangipani', 'common frangipani', 'temple tree' という別称もある。ハワイでは melia と呼ばれる。'frangipani' は、この花の香りのする香水を発明した、16世紀のイタリアの侯爵に由来する。インド南部・西部では champa ・chaaphaa ・champige などと呼ばれる。カンボジアでは châmpéi krahâ:m (krahom は "赤"を意味する）・châmpéi slük sruëch 、またはフランス語に由来する frangipanier à fleurs rouges と呼ばれる。

## 形態
樹高2–8 m、幅も同じくらいに成長する低木である。多肉質の茎・太く短い枝を持ち、樹皮は灰色。枝はやや脆く、折れた断面からは、皮膚を刺激する白い樹液が滲み出す。葉は長さ30-50 cmに達し、枝の先端に互生し、冬には落葉する。花は夏に咲き、頂生する。花弁は5枚で白、中心はピンクから黄色に染まる。非常に強い芳香がある。蕾はらせん状で、花の直径は 5-7.5 cm。ごく稀に、17.5 cm程度の莢に包まれた20-60個の翼果をつける。

## 分布
メキシコ・中米・南米北部に自然分布する。熱帯域で広く栽培され、インドでは一部が野生化しているとみられる。

## 栽培

さび病に冒された葉。
Photo by Sam Fraser-Smith

全世界の熱帯・亜熱帯域で栽培される。例えば、オーストラリアではシドニー・パースや、暖かく霜の降りない北部で広く栽培される。米国では、USDA Hardiness zonesが10B以上の場所でのみ生育でき、これは本土ではカリフォルニア・フロリダの南端のみである。ハワイでは標高2000 mでも生育する。土壌は特に選ばず、酸性でも塩基性でも、砂質でも粘土質でも生育できる。苗が利用できるほか、冬季に採取し、乾燥させた枝を用いた挿し木によっても殖やすことができる。庭園・街路・公園のほか、寺院や墓地にも植えられる。
Plumeria obtusa との交雑種も栽培される。これは葉が丸みを帯びており、落葉性が低い。ハワイでは、花の中心が黄色い栽培品種、"Singapore" が通年栽培される。ハワイでは重要な花卉であり、2005年には1400万本を超える花がレイ（装飾品の一種）として用いられた。
カンボジアでは他のインドソケイ属の種とともに、供え物として用いる。葉は傷の治療に用いたり、鎮静効果のある煎じ薬として用いる。
さび病菌の一種 Coleosporium plumeriae が若葉に感染し、"plumeria rust","frangipani rust" と呼ばれるさび病を引き起こす。これはハワイ・オーストラリアから報告されており、感染した葉には、茶-橙の粉状の斑点・膜が形成される。。これは1902年、フランスの菌類学者ナルシス・テオフィル・パトゥイラール(Narcisse Théophile Patouillard)によってグアドループで発見されたもので、2005年には台湾でも発生している。